# La Algameca Chica
La Algameca Chica es como se conoce a una sucesión de asentamientos de carácter alegal situados en la desembocadura de la rambla de Benipila al mar Mediterráneo en Cartagena, España, y al tramo de costa en el que se sitúan.
Las viviendas, a pesar de no tener acceso a la red eléctrica ni de distribución de agua potable, se abastecen con un grupo electrógeno y con garrafas que transportan desde un depósito de agua ubicado a la entrada del poblado, rellenado periódicamente por camiones cuba; a pesar de ello, algunos privilegiados han instalado paneles solares e incluso depósitos de agua privados en sus viviendas.
Las viviendas, con una población aproximada de 110 habitantes, son ocupadas en su totalidad durante el verano, debido, entre otros factores, al clima corrosivo de la costa y al escaso aislamiento térmico de las mismas. Sólo algunas familias residen en ellas durante todo el año.
A pesar del estado de incertidumbre en el que se encuentra el futuro de La Algameca, contrasta la amenaza de un inminente desalojo y derribo de las deterioradas viviendas con la buena intencionalidad del actual Ayuntamiento para calificarlas como zona cultural con el fin de protegerlas y facilitar su restauración.